# Natale Rea
Natale Rea, detto Natalino (Roma, 16 settembre 1917 – Frascati, 17 febbraio 2007), è stato un pugile e allenatore di pugilato italiano, responsabile della Nazionale Italiana dilettanti dal 1957 al 1979.

## Biografia

### Carriera pugilistica
Natalino Rea nasce a Vicolo del Piede, nel popolare rione romano di Trastevere. Tira i primi pugni alla palestra del rione Regola. 
Entra nella Nazionale dilettanti a 17 anni. È campione italiano dei pesi leggeri nel 1936 (battendo in semifinale Bruno Bisterzo) e nel 1937. 
Nello stesso anno fa parte della rappresentativa italiana che partecipa a una tournée negli Stati Uniti, allestita da Steve Klaus per incarico della Federazione Pugilistica. I due si conoscono in quella occasione. Il 9 giugno, a New York, batte il pari peso statunitense Mal Lewis, detentore del Guanto d'Oro di New York, per la Pennsylvania e il New Jersey.

### Carriera da allenatore e responsabile tecnico della Nazionale
Negli anni quaranta, tornati in Italia, Klaus convince Rea ad abbandonare il pugilato agonistico per fargli da aiutante. Proprio con Klaus, il romano frequenta il corso per allenatori e si classifica al primo posto, precedendo l'ex campione europeo Erminio Spalla. Quando Klaus è nominato responsabile della squadra azzurra di pugilato dilettanti, sceglie Natalino Rea come suo vice. 
In tre Olimpiadi, dal 1948 al 1956, la Nazionale italiana guidata da Steve Klaus, con Rea vice, conquista dieci medaglie: due d'oro, quattro d'argento e quattro di bronzo. Nel 1957 Klaus, per divergenze con la Federazione, lascia l'incarico. Rea è promosso responsabile tecnico e sceglie come vice il concittadino Armando Poggi.
Natalino Rea sperimenta lo “squadrone” azzurro ai Campionati mondiali militari di Wiesbaden del 1960. Pur non potendo schierare il superwelter vigile del fuoco Nino Benvenuti, gli azzurri conquistano cinque medaglie d'oro e cinque d'argento.

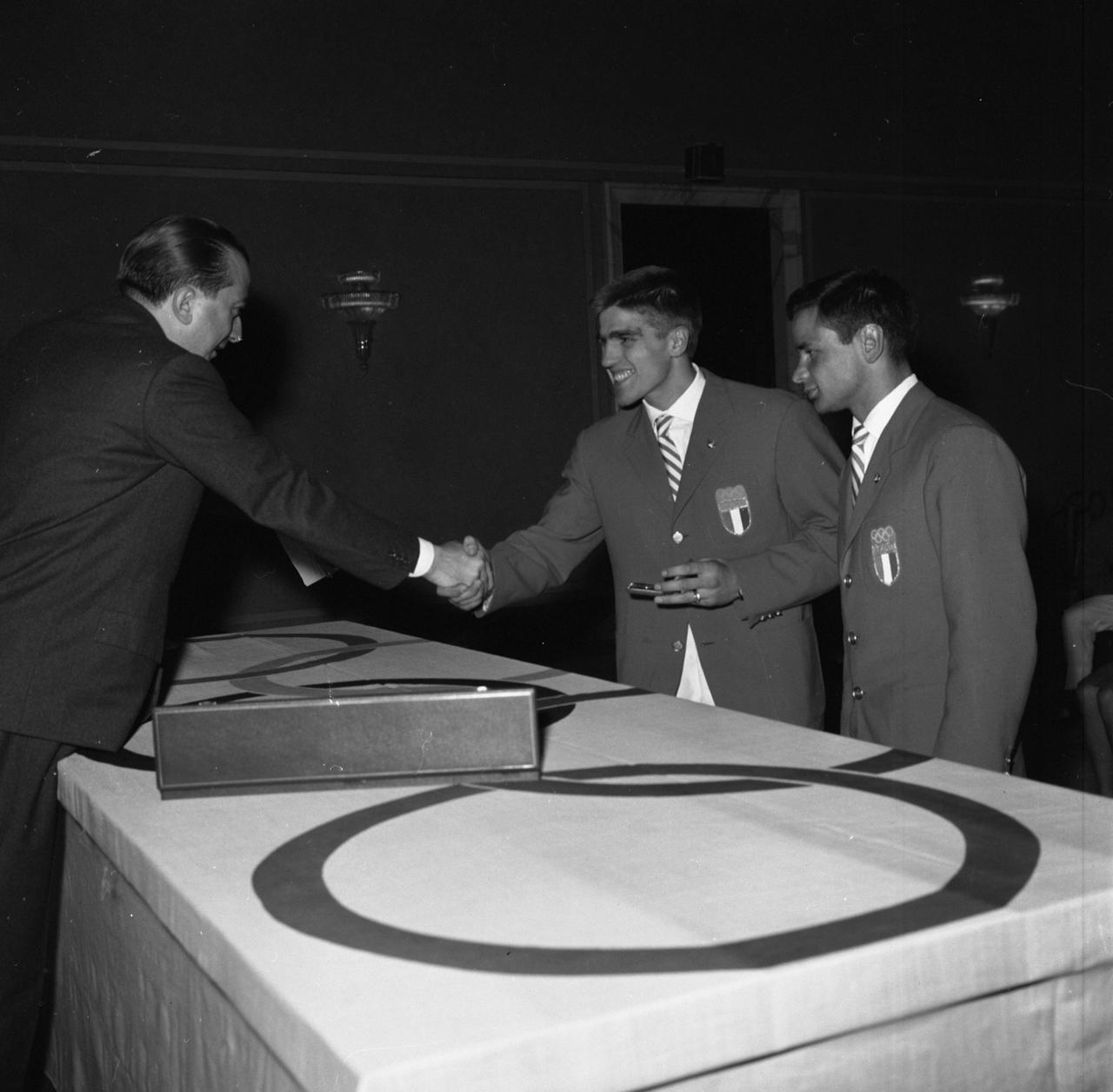
Le medaglie d'oro ai Giochi Olimpici di Roma Nino Benvenuti e Francesco Musso, premiati dal ministro Giulio Andreotti

Si avvicinano le Olimpiadi di Roma. Nella categoria di Benvenuti avrebbe combattuto lo statunitense Wilbert McClure, oro nei superwelter ai III Giochi panamericani di Chicago 1959. Onde evitare spiacevoli sorprese, Rea convince il triestino a calare di quattro chili per combattere nei pesi welter. Il vice campione europeo di quella categoria, Carmelo Bossi, è invece costretto a salire di peso. La sua partecipazione olimpica è inoltre subordinata ad affrontare vittoriosamente Sandro Mazzinghi ed altri pugili in un mini-torneo preolimpico.
L'idea di far scendere (o salire) di peso i concorrenti non si limita a Benvenuti o a Bossi. Anche il leggero Musso viene fatto scendere nei piuma per far posto a Sandro Lopopolo. Il risultato della partecipazione italiana è superiore a ogni previsione con la conquista di tre medaglie d'oro (Benvenuti, De Piccoli e Musso), tre d'argento (Zamparini, Lopopolo e Bossi) e una di bronzo (Saraudi). 
Benvenuti, pur debilitato dalla dieta, domina i primi turni. Affronta in finale il sovietico Jurij Radonjak. Il primo round è equilibrato. Durante l'intervallo Rea suggerisce al triestino di osare con il sinistro, subito dopo un attacco di destro del sovietico, approfittando della conseguente apertura difensiva dell'avversario. Benvenuti esegue alla perfezione il suggerimento. Il sovietico va al tappeto e l'italiano  sale sul più alto gradino del podio, conquistando anche la Coppa Val Barker conferita al miglior pugile del torneo olimpico.
I trionfi della Nazionale italiana proseguono ai IV Giochi del Mediterraneo, svolti a Napoli nel 1963. I pugili italiani conquistano otto medaglie d'oro, una d'argento e una di bronzo, salendo sul podio in tutte le categorie.
In vista delle Olimpiadi di Tokyo del 1964, Rea prosegue nella tattica di rimescolare le carte. Nei pesi mediomassimi il titolare sarebbe Giulio Saraudi, medaglia di bronzo a Roma, sei volte campione d'Italia e campione europeo in carica. Il civitavecchiese, però, non riscuote la fiducia dell'allenatore che, con la scusa di averlo scoperto a fumare negli spogliatoi, lo esclude dai Giochi, a favore di Cosimo Pinto. 

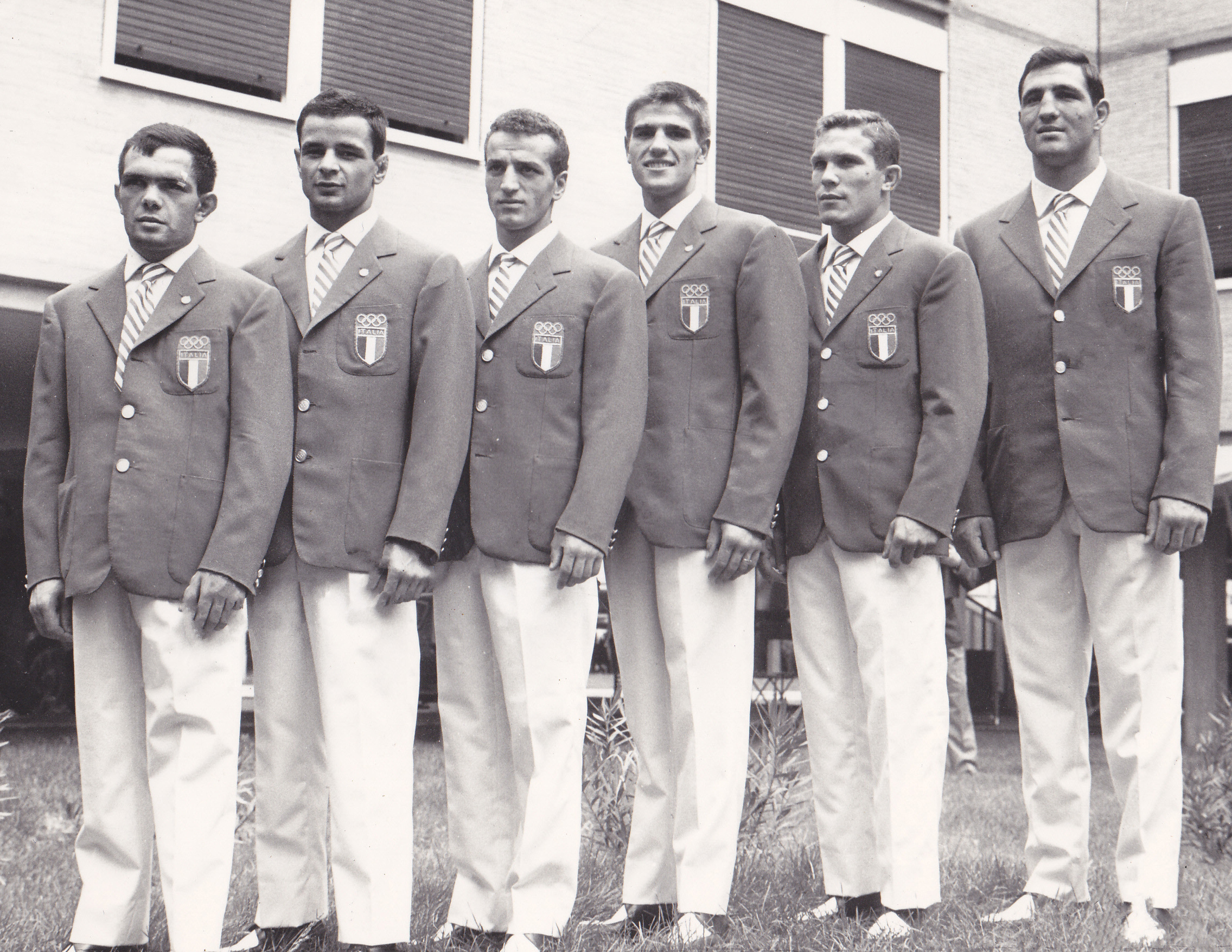
Primo Zamparini, Francesco Musso, Sandro Lopopolo, Nino Benvenuti, Carmelo Bossi e Francesco De Piccoli, vincitori di medaglia ai Giochi Olimpici di Roma

La selezione dei pesi massimi sarebbe vinta da Dante Cané ma Rea gli preferisce Bepi Ros. Impone perciò al bolognese di partecipare a un nuovo torneo di selezione. Cané si rifiuta, lasciando il posto al trevigiano. Scartato anche il medio napoletano Mario Lamagna, ritenuto troppo indolente, in favore del genovese Franco Valle. Ancora una volta, Rea dimostra di aver ragione: Pinto vincerà la medaglia d'oro, Valle quella di bronzo, così come Ros, in una categoria dominata da Joe Frazier.
Complessivamente, Tokyo è un altro trionfo. Vince la medaglia d'oro anche il mosca Atzori e quella di bronzo il welter Bertini. Purtroppo, fu eliminato al primo turno proprio il pugile sul quale Rea e Poggi puntavano maggiormente: Bruno Arcari, tradito dalla fragilità delle sue arcate sopracciliari.
I Giochi del Mediterraneo del 1967, svoltisi ad Algeri, sono un'altra edizione trionfale per gli azzurri (sei ori, un argento e due bronzi). 
La spedizione italiana ai Giochi della XIX Olimpiade di Città del Messico del 1968, invece, è molto deludente. 
Cinque pugili italiani su undici perdono nei primi turni con un verdetto di 3-2, spesso discusso (Udella, Grasso, Mura, Cotena e Scano). Sfortunato è anche Capretti, eliminato per 4-1 dal Campione olimpico uscente e futura medaglia d'oro Jerzy Kulej. La sconfitta, infatti, è decisa dalla preferenza sfavorevole di due giudici che avevano decretato il pari. Delude soprattutto il medio Mario Casati, che pure era campione d'Europa in carica e aveva vinto il Torneo preolimpico. L'unica medaglia (di bronzo) giunge dal massimo Giorgio Bambini ed è, comunque, la tredicesima per Natalino Rea. Un'unica medaglia di bronzo è ottenuta anche ai Campionati europei del 1971 dal welter Lassandro.
È l'inizio di una profonda crisi per la boxe dilettantistica italiana. Nelle ultime due Olimpiadi sotto la direzione di Rea (Monaco 1972 e Montreal 1976), infatti, i pugili italiani non raccolgono alcuna medaglia. Lo stesso accade ai Campionati europei del 1973, 1975 e 1977. 
A Monaco 1972 la squadra non schiera rappresentanti in tre categorie. A Montreal 1976, i pugili capitanati da Bernardo Onori sono solo cinque. Sono comunque Giochi dominati dalla presenza cubana e, quella del 1976, dagli statunitensi che reagiscono alla scuola caraibica presentando una squadra eccezionale. A ciò si aggiunge la perdita di "potere politico" della Federazione che non sempre riesce a difendere i propri pugili da sorteggi e arbitraggi avversi. 
Nel 1972 il welter Damiano Lassandro è sorteggiato al primo turno contro il cubano Emilio Correa, poi medaglia d'oro; il superwelter Nino Castellini contro il polacco Wiesław Rudkowski, poi medaglia d'argento. Nella stessa edizione, Rea impone al capitano Capretti di scendere nella categoria dei pesi leggeri, adottando l'astuzia rivelatasi vincente in precedenti edizioni dei Giochi. Stavolta, invece, il lombardo ha difficoltà a rientrare nel peso e si presenta debilitato sul ring. Capretti si trova quindi a combattere con l'ungherese László Orbán, che poi vincerà la medaglia d'argento. L'incontro sarebbe equilibrato se non fosse per un richiamo ufficiale attribuitogli dall'arbitro e che capovolge il verdetto. 
Rea rimane responsabile degli azzurri sino al 1979, in tempo per assistere all'ascesa di Patrizio Oliva che l'anno successivo, a Mosca, tornerà a salire, per l'Italia, sul gradino più alto del podio olimpico.

## Opere
- Natale Rea, Armando Poggi, Il libro del pugilato, Garzanti, Milano, 1978